# Coelodiplosis magnipennis
Coelodiplosis magnipennis är en tvåvingeart som beskrevs av Jean-Jacques Kieffer 1913. Coelodiplosis magnipennis ingår i släktet Coelodiplosis och familjen gallmyggor.
Artens utbredningsområde är Taiwan. Inga underarter finns listade i Catalogue of Life.